# جون هيلتون (صحفي)
جون هيلتون (بالسويدية: Johan Hilton)‏ هو صحفي سويدي، ولد في 31 مايو 1977 في بوروس في السويد.